# 銀色の髪の亜里沙
『銀色の髪の亜里沙』（ぎんいろのかみのありさ）は、和田慎二による日本の漫画作品。

## 概要
集英社「別冊マーガレット」1973年4月号 - 5月号に前後編で掲載された。集英社「マーガレット・コミックス」、同「集英社漫画文庫」、白泉社「花とゆめCOMICS」、大都社「STコミックス」、秋田書店「書籍扱いコミックス」より刊行された。
和田作品のスターアクターである「神恭一郎」は、当初この作品で悪役として登場する予定だったが、ページ数の都合で出番がカットされ、後に同じ「別冊マーガレット」の同年8月号に掲載された『愛と死の砂時計』でのデビューとなった。

## あらすじ
1969年（昭和44年）。主人公・本条亜里沙は大企業の社長令嬢だが、母・雪江にすらネンネと言われるほど精神的に幼く、頼りなげな少女だった。13歳の誕生日を父の部下の娘である4人の同級生、京崎美尾・信楽紅子・青木恵子・川崎マサコに祝って貰いながら幸福でいっぱいの亜里沙だったが、その直後に、父がK町の外れの崖から車ごと転落して死亡したという訃報が届く。その悲しみを癒すという名目で美尾を除く3人に誘われたピクニック。そこで亜里沙は父の死が会社の重役である紅子の父・信楽の陰謀による偽装事故であることを知らされ、口封じのために脱出不可能と言われる「吐竜窟」に投げ込まれた。同じ頃、亜里沙の母も信楽一派の重役たちに脅されて企業の権利を奪われ「野沢精神病院」に放り込まれていた。
激流に流された亜里沙は、「吐竜窟」より約40mの厚い壁を隔てる、翡翠の地層に囲まれた洞窟に奇跡的に打ち上げられる。そこには12年前の1957年（昭和32年）に飛鳥朝時代の墓である遺跡を調査に訪れた際、事故により閉じ込められた考古学者の老夫婦がいた。老夫婦から現状を知らされ、亜里沙は裏切られた衝撃と悲しみに打ちのめされるが、やがてその感情を復讐の意思に変え、生きるために立ち上がる。亜里沙は老夫婦の夫からは様々な知識と知恵を、妻からは少女らしい優しい心を保ち続けるよう教育を授けられて成長していく。また、暗い洞窟の中で糧を得るため、岩々を飛び回って魚を捕るうち、亜里沙は知らず知らずのうちに運動能力を鍛えられていった。
4年後の1973年（昭和48年）、老夫婦は遂に外界に戻れずぬまま相次いで亡くなるが、夫は臨終の床で亜里沙に復讐の意思を確認したのち、脱出のためのヒントを与えた。そのヒントにより、亜里沙は命がけながら吐竜窟を脱出することに成功する。しかし月光に照らされた髪が、洞窟内での生活により白髪さえ通り越して銀髪に代わっていたことに気付き、嘆きながらその場を立ち去った。
そして洞窟内の翡翠を資金源とし、亜里沙は復讐を開始する。まずは生き別れとなった母を求めて野沢精神病院へ乗り込むが、アル中の院長から聞き出せたのは、母が食事を拒んで自死したという事実だった。
数ヶ月後、名門と謳われる「青陵高等学校」に、学園の2年分の予算に相当する寄付をした外国帰りの転入生「飛鷹アリサ」がやって来た。それは、銀髪を隠すためにウィッグを被り、母の旧姓「飛鷹」を名乗った亜里沙だった。そこでは嘗て亜里沙を陥れた3人の友人が、それぞれ学業・陸上競技・演劇の世界で名声をほしいままにしていた。亜里沙は彼女たちがそれぞれ最も得意な分野で真っ向勝負を挑み、叩き潰すことを決意する。一方、亜里沙の親友である美尾は、亜里沙の身に何が起こったかを知らされないまま、変わることなく彼女の生還を信じ、待ち続けていた。亜里沙は美尾に対しては、互いに想い合う少年・沖田との恋のアシストをするなど優しく接し、彼女を自身の復讐劇に巻き込むまいと決意する。
成績トップの恵子には「次のテストで勝ってみせる」と宣言し、その通りに勝ってみせた。予想だにしなかった敗北に打ちのめされ、恋人に慰めを求めた恵子は「成績トップだからガールフレンドの1人に加えただけ」と嘲られて捨てられる。陸上で高校生の日本記録を持つマサコに対しては、目の前でそれ以上のスピードで走ってみせコーチの期待を奪う。マサコは不良をけしかけてアリサを襲わせるが、不良は彼女の体術で返り討ちにされてしまう。さらにアリサからその正体を知らされたマサコは恐怖にかられ、恵子の家へと逃げ込む。しかしそこで彼女が見たものは、悲嘆のうちに自ら首を吊った恵子の死体だった。マサコは恐怖から発狂し、騒ぎを聞いて駆けつけた恵子の両親は、変わり果てた娘の姿と泣きながら笑い続けるマサコを見て呆然と立ち尽くす。
残るは会社の権利を奪った信楽と、自分を裏切り、吐竜窟に落とした最後の娘・紅子となった。亜里沙は紅子が芸能界デビューの舞台で使う仮面に特殊な細菌を塗りつける。その仮面は奇しくも亜里沙13歳の誕生日に友達全員で揃えた思い出の仮面だった。アリサの正体を察した信楽親子は亜里沙を捕らえるが、紅子は亜里沙が仮面を破棄しようとしたと勘違いし、自分のデビューを見せつけてやろうと、彼女の目の前で仮面をつける。しかしすべては亜里沙の計算のうちだった。紅子は細菌毒によっていつ顔の皮膚が腐食するか分からない恐怖に苛まれるよりもと、自ら死を選ぶ。娘が炎に包まれるその状景に、信楽は放心してその場に崩れ落ちた。
復讐を終えた亜里沙は日本を離れることを決意し、ヨットで旅立とうとしていた。そこへ、やはり「飛鷹アリサ」が亜里沙だと気づいた美尾が駆けつける。彼女といつか、「本条亜里沙」として再会することを誓いつつ、亜里沙は銀髪を風になびかせ、出航していった。

## 登場人物
本条亜里沙（ほんじょう ありさ）
本作の主人公。父・鉱一郎の部下である重役・信楽により父親を謀殺されてその遺産も奪われ、母・雪江を精神病院に送られ、自身は親友だと信じた4人の内、美尾を除く3人「信楽紅子、マサコ、青木恵子」により脱出不可能と言われる「吐竜窟」に落とされてしまう。その後は12年前から吐竜窟に閉じ込められている考古学者の老夫婦に奇跡的に救われて養育される。4年後、老学者が死に際に言い残した「サンショウウオ」という言葉から、外部より入り込んだ黒いサンショウウオを手掛かりに脱出に成功し、翡翠を資金源として復讐を開始した。次々に3人の元親友を葬り去り、首謀者の信楽には娘を失う悲しみを味わわせて復讐を遂げた。
後の作品『怪盗アマリリス』の「アルカディア作戦」でその後が語られている。考古学と地質学の権威として知られる一方、それ以外は謎に包まれた神出鬼没の大富豪として登場する。
本条鉱一郎（ほんじょう こういちろう）
本条工業の社長。雪江の夫、亜里沙の父。会社重役を務める部下の信楽により謀殺され、会社を乗っ取られた。作中には名前のみで姿は未登場。
母子には警察官から、K町の外れの崖から車ごと転落しての事故死と告げられる。実際には重役のままであることをよしとしない信楽の手により、事故死に見せかけて殺害されていた。
本条雪江（ほんじょう ゆきえ）
鉱一郎の妻、亜里沙の母。旧姓は「飛鷹」。信楽一派により、実印を無理矢理捺させられて夫の会社と財産を奪われ、野沢精神病院に監禁されてしまう。一切の食事を拒絶し、10日後に衰弱して亜里沙の名を呼びながら死亡した。
信楽紅子（しがらき べにこ）、青木恵子（あおき けいこ）、川崎マサコ（かわさき まさこ）
学校のクィーンを自負しながら亜里沙に頭を下げねばならない、高価な物を与えられ惨めな思いをした、社長令嬢という肩書に媚を売らなければならなかった、等々の各自の身勝手な不満を殺意にまで発展させた3人。亜里沙を騙して「吐竜窟」に落とすが、脱出した亜里沙に復讐されて破滅する。
信楽（しがらき）
紅子の父親で、本条工業の元重役。社長である亜里沙の父親を事故に見せかけて殺し、本条工業を乗っ取って社長に成り上がった。
京崎美尾（きょうざき みお）
亜里沙の真の友。4年前、偽りの友情の仮面を被っていた3人とは異なり、心から亜里沙を大切に思っている。同じ青陵高校の沖田に憧れていた。沖田も彼女を憎からず思っていたが、互いにはにかみ屋で告白できずにいた。それに気付いた亜里沙の機転で、二人は恋人同士になる。
老夫婦
12年前に遺跡を守る迷路の罠に嵌まり、亜里沙を介抱して4年後の1973年、遺跡に閉じ込められてから16年後に相次いで亡くなる。遺跡の奥の洞にある棺の副葬品を活用し、亜里沙と出会う前後の閉じ込められた生活を過ごしていた。

## 用語
吐竜窟（とりゅうくつ）
一見は草原の一部に口を開いた深いクレヴァス。その地下には激流が流れ、そこから吹き上げる強風が竜の咆哮のように聞こえるためこの名がつけられ、近隣の村人に気味悪がられている。その深淵は地下水流により飛鳥朝時代の墳墓に繋がり、墓荒らしから守るために独自の迷路を作って盗っ人を脱出不可能の牢獄に追い込む罠となっている。12年前にその罠にかかったのが亜里沙を介抱した考古学者の老夫婦だった。

## 書籍情報

### コミックス
銀色の髪の亜里沙
1973年11月20日発売 ISBN 集英社〈マーガレット・コミックス〉、全1巻
- 銀色の髪の亜里沙 - 別冊マーガレット1973年4月号、5月号
- お嬢さん社長奮戦中! - デラックスマーガレット1972年春の号
- 冬の祭 - デラックスマーガレット1971年 冬の号
- パパ! - 別冊マーガレット1971年9月号

銀色の髪の亜里沙
1979年8月20日発売 ISBN 4-592-12891-5 白泉社〈花とゆめCOMICS〉、全1巻
- 銀色の髪の亜里沙 - 別冊マーガレット1973年4月号、5月号
- お嬢さん社長奮戦中! - デラックスマーガレット1972年春の号
- 冬の祭 - デラックスマーガレット1971年 冬の号

銀色の髪の亜里沙
2000年3月8日発売 ISBN 4-88653-138-5 大都社〈STコミックス〉、全1巻
- 銀色の髪の亜里沙（別冊マーガレット1973年4月号、5月号）
- メイキング①
- お嬢さん社長奮戦中！！（デラックスマーガレット1972年春の号）
- 姉貴は年した！？（別冊マーガレット1972年8月号）
- 冬の祭（デラックスマーガレット1971年冬の号）
- メイキング②
- 愛と死の砂時計（別冊マーガレット1973年8月号）
- メイキング③

### 文庫
銀色の髪の亜里沙
1977年3月31日発売 ISBN 4-08-612055-0 集英社〈集英社漫画文庫〉、全1巻
- 銀色の髪の亜里沙 - 別冊マーガレット1973年4月号、5月号
- お嬢さん社長奮戦中! - デラックスマーガレット1972年春の号
- 冬の祭 - デラックスマーガレット1971年 冬の号
- パパ! - 別冊マーガレット1971年9月号

### 書籍扱いコミックス
和田慎二傑作選 亜里沙とマリア
2016年7月15日発売 ISBN 978-4-253-10781-5 秋田書店〈書籍扱いコミックス〉全1巻
- 銀色の髪の亜里沙 - 別冊マーガレット1973年4月号、5月号
- 大逃亡 - 別冊マーガレット1974年1月号、2月号
- もりそば幻想 - 和田慎二コレクション1983年
- 続もりそば幻想 - 和田慎二コレクション1983年
- 四次元コート - 和田慎二コレクション1983年